# Arrondissement di Angoulême
L'arrondissement di Angoulême è un arrondissement dipartimentale della Francia situato nel dipartimento della Charente, nella regione della Nuova Aquitania.
Occupa la parte centrale e meridionale della Charente ed è il secondo per superficie, ma di gran lunga il più densamente popolato del dipartimento.

## Storia
Fu creato nel 1800 sulla base dei preesistenti distretti. Nel 1926 vi fu integrato l'arrondissement soppresso di Ruffec. Nel 2008 i cantoni di Aigre, Mansle, Ruffec e Villefagnan sono stati trasferiti all'arrondissement di Confolens, mentre il cantone di Rouillac all'arrondissement di Cognac.

## Composizione

### Cantoni
L'arrondissement è composto da 115 comuni raggruppati in 12 cantoni:
- cantone di Angoulême-1
- cantone di Angoulême-2
- cantone di Angoulême-3
- cantone di Boëme-Échelle
- cantone di Boixe-et-Manslois
- cantone di Charente-Sud
- cantone di La Couronne
- cantone di Gond-Pontouvre
- cantone di Touvre-et-Braconne
- cantone di Tude-et-Lavalette
- cantone di Val de Nouère
- cantone di Val de Tardoire

### Comuni
Dal 2015, il numero di comuni negli arrondissement è variato ogni anno, sia a seguito della ridistribuzione cantonale del 2014, che ha portato a modifiche dei confini di alcuni arrondissement, sia a seguito della creazione di comuni nuovi. Il numero di comuni dell'arrondissement di Angoulême era di 153 nel 2015, 148 nel 2016, 117 nel 2017 e 115 nel 2019. Al 1º gennaio 2022, l'arrondissement comprende i seguenti 115 comuni, elencati per codice INSEE crescente:

| 1. Agris (16003)             | 2. Angoulême (16015)                | 3. Asnières-sur-Nouère (16019)        | 4. Aubeterre-sur-Dronne (16020)       |
| 5. Balzac (16026)            | 6. Bardenac (16029)                 | 7. Bazac (16034)                      | 8. Bellon (16037)                     |
| 9. Bessac (16041)            | 10. Blanzaguet-Saint-Cybard (16047) | 11. Bonnes (16049)                    | 12. Bors (Tude-et-Lavalette) (16052)  |
| 13. Bouëx (16055)            | 14. Brie (16061)                    | 15. Brie-sous-Chalais (16063)         | 16. Bunzac (16067)                    |
| 17. Chadurie (16072)         | 18. Chalais (16073)                 | 19. Champniers (16078)                | 20. Boisné-La Tude (16082)            |
| 21. Charras (16084)          | 22. Châtignac (16091)               | 23. Chazelles (16093)                 | 24. Claix (16101)                     |
| 25. Combiers (16103)         | 26. Coulgens (16107)                | 27. Courgeac (16111)                  | 28. Courlac (16112)                   |
| 29. La Couronne (16113)      | 30. Curac (16117)                   | 31. Deviat (16118)                    | 32. Dignac (16119)                    |
| 33. Dirac (16120)            | 34. Écuras (16124)                  | 35. Édon (16125)                      | 36. Les Essards (16130)               |
| 37. Eymouthiers (16135)      | 38. Feuillade (16137)               | 39. Fléac (16138)                     | 40. Fouquebrune (16143)               |
| 41. Garat (16146)            | 42. Gardes-le-Pontaroux (16147)     | 43. Gond-Pontouvre (16154)            | 44. Grassac (16158)                   |
| 45. Gurat (16162)            | 46. L'Isle-d'Espagnac (16166)       | 47. Jauldes (16168)                   | 48. Juignac (16170)                   |
| 49. Laprade (16180)          | 50. Linars (16187)                  | 51. Magnac-Lavalette-Villars (16198)  | 52. Magnac-sur-Touvre (16199)         |
| 53. Mainzac (16203)          | 54. Marillac-le-Franc (16209)       | 55. Marsac (16210)                    | 56. Marthon (16211)                   |
| 57. Médillac (16215)         | 58. Montboyer (16222)               | 59. Montbron (16223)                  | 60. Montignac-le-Coq (16227)          |
| 61. Montmoreau (16230)       | 62. Mornac (16232)                  | 63. Mouthiers-sur-Boëme (16236)       | 64. Nabinaud (16240)                  |
| 65. Nersac (16244)           | 66. Nonac (16246)                   | 67. Orgedeuil (16250)                 | 68. Orival (16252)                    |
| 69. Palluaud (16254)         | 70. Pillac (16260)                  | 71. Plassac-Rouffiac (16263)          | 72. Poullignac (16267)                |
| 73. Pranzac (16269)          | 74. Puymoyen (16271)                | 75. Rioux-Martin (16279)              | 76. Rivières (16280)                  |
| 77. La Rochefoucauld (16281) | 78. La Rochette (16282)             | 79. Ronsenac (16283)                  | 80. Rouffiac (16284)                  |
| 81. Rougnac (16285)          | 82. Roullet-Saint-Estèphe (16287)   | 83. Rouzède (16290)                   | 84. Ruelle-sur-Touvre (16291)         |
| 85. Saint-Adjutory (16293)   | 86. Saint-Avit (16302)              | 87. Saint-Germain-de-Montbron (16323) | 88. Saint-Laurent-des-Combes          |
| 89. Saint-Martial (16334)    | 90. Saint-Michel (16341)            | 91. Saint-Quentin-de-Chalais (16346)  | 92. Saint-Romain (16347)              |
| 93. Saint-Saturnin (16348)   | 94. Saint-Séverin (16350)           | 95. Saint-Sornin (16353)              | 96. Saint-Yrieix-sur-Charente (16358) |
| 97. Salles-Lavalette (16362) | 98. Sers (16368)                    | 99. Sireuil (16370)                   | 100. Souffrignac (16372)              |
| 101. Soyaux (16374)          | 102. Taponnat-Fleurignac (16379)    | 103. Torsac (16382)                   | 104. Touvre (16385)                   |
| 105. Trois-Palis (16388)     | 106. Vaux-Lavalette (16394)         | 107. Moulins-sur-Tardoire (16406)     | 108. Villebois-Lavalette (16408)      |
| 109. Vindelle (16415)        | 110. Vœuil-et-Giget (16418)         | 111. Voulgézac (16420)                | 112. Vouthon (16421)                  |
| 113. Vouzan (16422)          | 114. Yviers (16424)                 | 115. Yvrac-et-Malleyrand (16425)      |                                       |